# Српско лекарско друштво
Српско лекарско друштво је основано 22. априла 1872. (по старом календару) у Београду, на иницијативу др Владана Ђорђевића, а правила су му одобрена од стране Министарства просвете и црквених послова 17. јула 1874.

## Историја
Идеје о организовању лекара у тадашњој Србији је још 1842. године, по предлогу два београдска лекара: др Карло Пацек и др Емериха Линденмајера (први шеф војног санитета), било би оснивање "Лекарског читалишта". Забележено је да су и друга два београдска лекара др Аћим Медовић (професор Велике Школе) и др Јован Валента (први управник Болнице вароши и округа Београда) 60-их година 20. века покренули идеју да се оснује "Друштво београдских лекара". Обадве иницијативе су имале за циљ унапређење рада лекара као и праћење развоја науке, али њихово покретање је остало само на предлозима без разумевања надлежних.
Ево како у својим сећањима, седам година касније, др В. Ђорђевић описује настанак Српског лекарског друштва (СЛД) :
»Када сам у почетку 1872. године започео замисао да се у Београду оснује Српско лекарско друштво и кад сам то саопштио пок, др Петру Остојићу, он је одмах пристао. Али обојица смо морали признати да се мисао неће моћи лако остварити. И смо знали да су поједине колеге, далеко пре нас, неколико пута покушавале да оснују овакво удружење и свагда без успеха. Али нас младе и одушевљене, какви смо били, то није могло декуражити. Задобивши пристанак још једног колеге Србина пок. др Саве Петровића, не чудите се што истичем да је из Србије, јер Срба лекара је било толико мало да су се на прсте могли избројати, а окружени од стране нашег учитеља и нестора српске Јестраственице др Јосипа Панчића, ми нисмо престали агитовати за оснивање СЛД све дотле док нисмо успели. И тако 22. априла. 1872. године искуписмо се пет Срба, три Чеха, два Пољака, три Немца и по један Грк и Словак, дебатовасмо да ли можемо да оснујемо Српско лекарско друштво...«. др Владан Ђорђевић, „Сећања“ 
На 47. Главном годишњем скупу одржаном 1926. године СЛД усвојило је предлог др Ане Бркић Mилијанoвић да у Управном одбору убудуће буде и по једна жена лекар.
За постојање и рад Српско Лекарског Друштва, и лекара окупљених око њега, везана је појава неколико значајних медицинских и друштвених институција у Србији: оснивање српско Друштва Црвеног Крста (1876), Главног Санитетског савета (у који је Друштво именовало шест чланова), Медицинског факултета у Београду од 1914 до 1920 године.
Године 1932. Друштво је почело да обележава 6. мај – дан Светог Ђорђа, као славу СЛД.
Од посебног значаја за историју здравства Србије је активно учествовање Српско Лекарског Друштва у стварању српског здравственог законодаваства све до 1941 године.
- Из архиве СЛД
- Пуковник др Владан Ђорђевић иницијатор и оснивач СЛД
- Први печат Српског лекарског друштва, 1872.
- Аћим Медовић, први председник СЛД

Након априлског рата, Друштво није радило, али његови чланови су одазвали својим ратним дужностима и учествовали у збрињавајући повређене у бомбардованим градовима, и лечили лечећи становништво у окупираној земљи и рањенике на фронту. За све време Другог светског рата живот је изгубило око седамсто југословенских лекара.
Српско лекарско друштво је по завршетку Другог светског рата обновило рад на пролече 1946. године. На оснивачкој Скупштини одржаној у априлу 1946. године, донета су нова Правила о раду СЛД и изабрана је нова Управа на челу са председником проф. др Костом Тодоровићем.

## Оснивачи Српског лекарског друштва
Оснивачи Српског лекарског друштва били су: Аћим Медовић, Јован Машин, Ђорђе Клинковски, Јован Валента, Панајот Папакостопулос, Јосиф Холец, Бернхард Брил, Сава Петровић, Јулијус Ленк, Марко Полак, Владан Ђорђевић, Петар Остојић и зубни лекар Илија Ранимир (1821-1901). Оснивачима ће се убрзо придружити још Јосиф Панчић и Младен Јанковић, који су приликом првог састанка били одсутни.
Први председник био је др Аћим Медовић, а секретар др Владан Ђорђевић. Они су окупили истакнуте лекаре у Србији и покренули часопис Српски архив за целокупно лекарство (1874).
Српско Лекарско Друштво ће са девет редовних, једним почасним и 34 дописна члана из унутрашњости, као и "24 лекара из словенских и других земаља“ 5. августа 1872. године званично отпочети са редовним радом. Друштво ће већ од тих првих дана поред сталешких питања на својим седницама почети да се бави и стручним радом везаним за медицинске, здравствене и социјалне прилике у српском народу. Тако ће оно већ од првог тренутка, да "... ради нарочито на статистици болести не само у Србији, већ и у земљама у којима српски народ живи, да тражи узроке болестима, уколико су они у народним и географским особинама и да проучава средства којим би се ти узроци најпоузданије уклањали...". На тај начин "... Српско Лекарско Друштво је од самог почетка свог рада постало Друштво свих Срба, не само у Србији него и ван ових граница..." - како је то записао, др Војислав Суботић (1922) у својој „Историји Српског Лекарског Друштва“ издатој поводом педесете годишњице постојања и рада  »Историјат« са сајта СЛД 
Српско лекарско друштво (СЛД) било је иницијатор низа превентивних мера у спречавању заразних болести, давало је иницијативу за оснивање Фонда за потпомагање сиромашних лекара, њихових удовица и сирочади и др. 
Друштво је имало и велике заслуге за оснивање Министарства здравља (1918), Медицинског факултета у Београду (1919), Лекарске коморе (1923) и подизање Лекарског дома у Београду (1932).
За време Великог рата и немачке окупације СЛД није радило, али је један део њених чланова активно или индиректно учествовао у овим ратовима, на фронту или у позадини.
По окончањи Другог светског рата СЛД обнавља рад почетком 1945. године. Добијало је бројне задужбине које су чиниле материјалну базу за његову делатност.
Када је оснивано Српско лекарско друштво, као центар за стручно усавршавање лекара, колекционирање многих књига, предмета и патолошких препарата добило је своју потпуну сврху. У том циљу ради свеобухватног сагледавања феномена колекционирања у области медицине и могућности проверавања и утврђивања утицаја који су у том погледу имали културни и научни обрасци преношени из западноевропских земаља у Србију, све више је наметала потребу да се у Београду оснује Музеј српског лекарског друштва, који би објединио збирке Музеумаа редкости и Збирке препарата СЛД. Његово основање имало је за циљ да се кроз сачуване и проучене колекционирске предмета повезане са лечењем и очувањем здравља, прво оснује једна модерна музејска институција, а затим и специјализована музејска институција, која би претходила организацији академског образовања из области медицине.
До данас су детаљно истражени мотиви, историјске околности, а затим и културни, друштвени, научни и политички утицаји који су уоквирили постанак и развој медицинских збирки и Музеја Српског лекарског друштва, почев од првог музеја – Музеума редкости у Београду (1844), преко збирки и музеја који су потом настајали као израз различитих потреба као што су медицинско образовање, здравствено просвећивање народа и чување и представљање националне културне и научне баштине из области медицине, и представљени у бројним студијама.

## Друштво данас
Српско лекарско друштво (СЛД) се данас налази у згради Прве варошке болнице у Београду, у улици Џорџа Вашингтона 19. Друштво своју активност обавља преко 25 подружница и велики број специјалистичких секција, преко Друштва лекара Војводине и Друштва лекара Косова и Метохије, као и Медицинске академије СЛД, издаје стручне часописе: Лекар, Српски архив и Стоматолошки гласник Србије. Крсна слава Друштва је Ђурђевдан. Председник Српског лекарског друштва је проф. др Радоје Б. Чоловић.

### Друштво лекара Војводине
На оснивачкој скупштини у Београду, 1919. године основано је Друштво лекара Баната, Бачке и Барање (Срем је био у оквиру Хрватске и Славоније) у оквиру Српског лекарског друштва. Први председник је био др Лазар Марковић. После низа година рада под различитим именима, године 1990. Друштво се региструје као "Српско лекарско друштво - Друштво лекара Војводине, а 2002. године "Друштво лекара Војводине Српског лекарског друштва" под којим називом и данас функционише. Друштво функционише на делегатском принципу, како у односу на подружнице у Војводини (19), тако и у односу на Српско лекарско друштво. Председник Друштва лекара Војводине је проф. др Драган Данкуц.

### Друштво лекара Косова и Метохије
Због једностраног одцепљења Кососва и Метохије од државе Србије, чланови СЛД су запослени лекари који раде у здравственим установама који се налазе у систему здравства Републике Србије, као и запослени на Медицинском факултету приштинског универзитета са седиштем у Косовској Митровици. Председник Друштва лекара КиМ је проф. др Татјана Новаковић.

## Музеј Друштва
Музеј Српског лекарског друштва основан је 1955. године на иницијативу проф. др Владимира Станојевића, нашег познатог лекара и историчара медицине. Оснивањем Музеја настављена је традиција прикупљања и чувања медицинских предмета у Српском лекарском друштву, која датира од 1872. године. Од 2007. године Музеј Српског лекарског друштва налази се у саставу Музеја науке и технике.

## Познати лекари као председници СЛД
- Аћим Медовић[7]
- Милан Јовановић Батут[8]
- Војислав Суботић[9]
- Михајло Петровић (хирург)[10]
- Ђорђе Јоановић[11]

## Галерија
- Чланови Српског лекарског друштва на прослави 25. годишњице од оснивања
- Прослава 50. годишњице Српског лекарског друштва
- Чланови Српског лекарског друштва – учесници првог састанка по завршетку Првог светског рата
- Дом Српског лекарског друштва